# Teupin Jok
Teupin Jok is een bestuurslaag in het regentschap Aceh Utara van de provincie Atjeh, Indonesië. Teupin Jok telt 249 inwoners (volkstelling 2010).